# Хоран, Фостер
Фостер Хоран (англ. Foster Horan, родился 3 ноября 1992 года в Гори) — ирландский регбист, выступающий на позиции нападающего за сборную Ирландии по регби-7. Представляет клуб «Лэнсдаун». Участник летних Олимпийских игр 2020.

## Биография
Воспитанник школы клуба «Гори» (графство Уэксфорд), учился в колледже Килкенни. Во Всеирландской лиге представляет клуб «Лэнсдаун». Окончил Городской университет Дублина со степенью бакалавра по специальности «Физкультура и спорт» в 2017 году и Дублинский университетский колледж со степенью магистра в области физиотерапии в 2019 году.
В 2012 году Хоран в составе сборной Ирландии не старше 20 лет выступил на чемпионате мира в ЮАР: итогом стало 5-е место, а ирландцы на турнире обыграли команды ЮАР, Англии и Франции. В 2015 году он перешёл в регби-7, а в составе сборной Ирландии по регби-7 дебютировал в 2018 году на Лондонском этапе Мировой серии по регби-7, на котором ирландцы заняли 3-е место. В том же году сыграл на чемпионате мира в Сан-Франциско (9-е место), а также впервые со сборной Ирландии выиграл чемпионат Европы: выступал на этапах в Маркусси, Эксетере и Лодзи.
В 2019 году из-за травмы Хоран не сыграл на этапе Мировой серии в Лондоне. В 2021 году со сборной квалифицировался на летние Олимпийские игры 2020: в финале межконтинентального отбора в Монако была обыграна Франция со счётом 28:19, а сам он попал в символическую сборную квалификационного турнира. На Олимпиаде сыграл 5 матчей и набрал 5 очков (попытка в матче против США), а его команда заняла итоговое 10-е место.